# Tustna
Tustna is een eiland en een voormalige gemeente in de Noorse provincie Møre og Romsdal, die op 1 januari 2006 bij de gemeente Aure is gevoegd.